# Gaston Orellana
Gaston Orellana est un artiste espagnol né à Valparaíso, au Chili, en 1933. Fils d’une mère andalouse et d’un père provenant d’une famille de l’ancienne aristocratie de l’Estrémadure, de Trujillo.

## Biographie

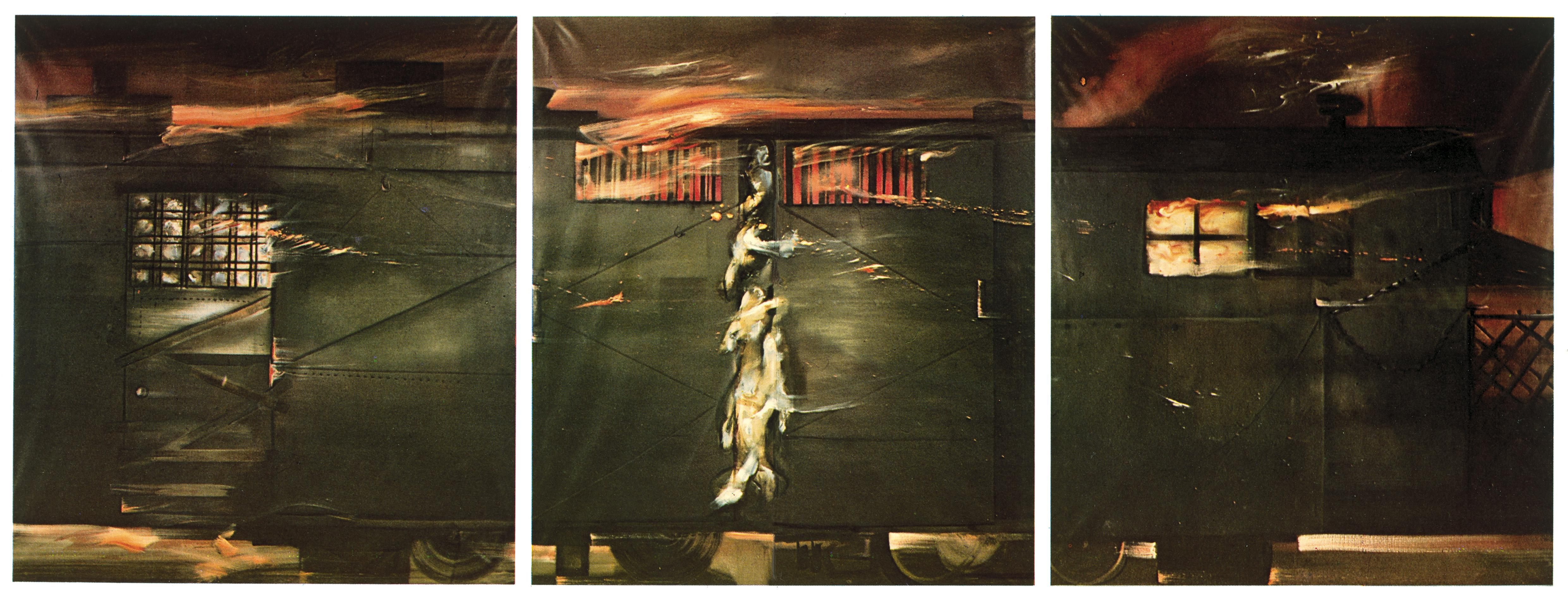
The Train in Flames, 1969, Hirshhorn Museum and Sculpture Garden

Étant reconnu à l’échelle internationale, la plus importante parmi ses œuvres jusqu’à maintenant ; El Tren en llamas (New York, 1960) se trouve au Hirshhorn Museum and Sculpture Garden, à Washington. 
Orellana participa au pavillon espagnol de la XXXVe Biennale de Venise en 1970. Actuellement un important triptyque, ayant une grande valeur, fait désormais partie de la collection d’art contemporain du Vatican.
Entre 1959 jusqu’au milieu des années 1960, lorsqu'Orellana atteint la maturité en tant que peintre, s’identifie alors la première génération de son art. À Madrid, il favorise le développement, avec les peintres formant le groupe « Hondo », de la «nouvelle figuration». Il peint alors dans la confluence de l’abstraction informelle d’une part, et à la manière d’une figuration existentielle, que d’autres appellent mystique d’autre part. Pour l’artiste, il s’agit d’une période d’amalgamations, laquelle produit des images rebelles, et voire quasi extravagantes. À New York, dans le tribalisme pictural de cette ville où le peintre atteint le succès, tout d’abord dans le cadre des vangardes déjà enracinées, déjà devenues classiques, se retrouvant sous la gestion de Martha Jackson, grâce à la beauté harmonieuse de ses peintures, à leur canon européen.

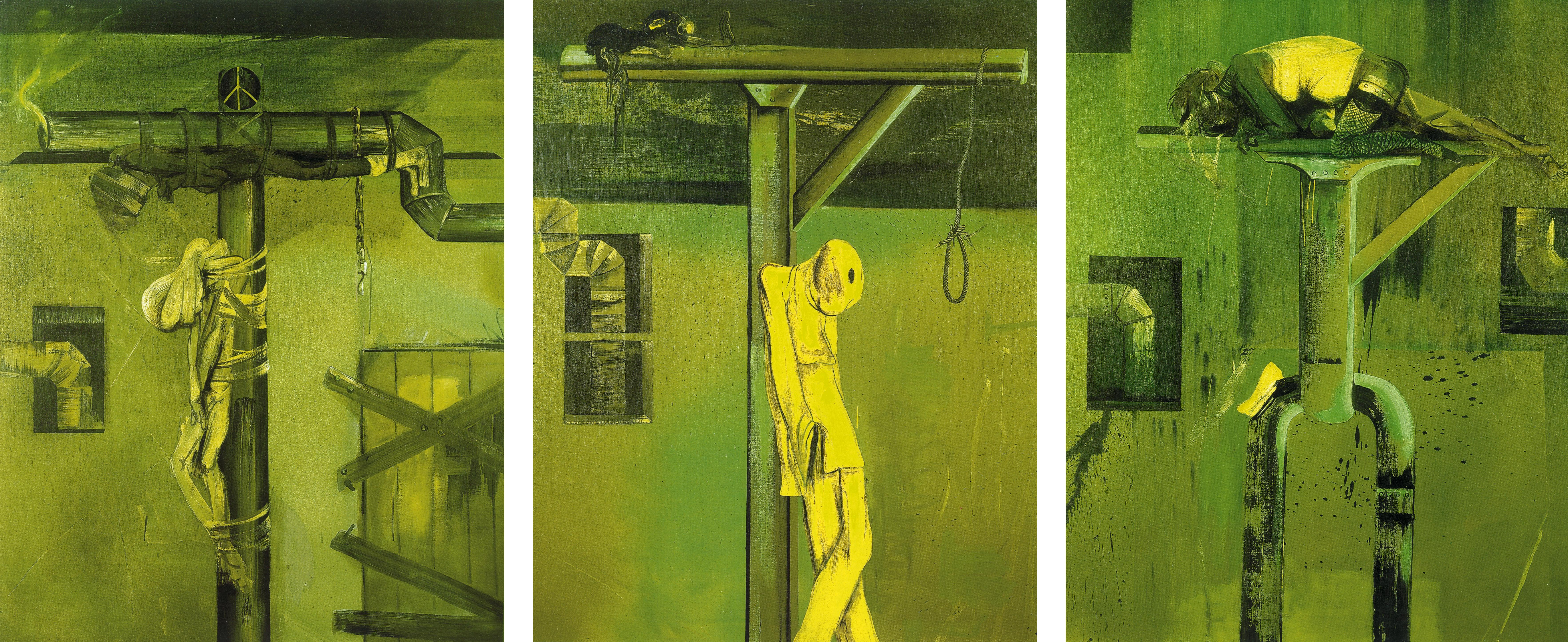
Crucifixion no 1, 1971, Collection d'art contemporain du Vatican

Au milieu des années 1970 Orellana rompt avec des anciens équilibres et se met à la hauteur de la réalisation de collages de différents styles qui s’élaborent aux États-Unis ; dans les années 1980, entre l’Italie et New York, loin de s’épuiser, il est en plein essor. Avec la suite de peintures intitulées « Bronx », Orellana pénètre au cœur de son œuvre : il construit celle-là selon un fondement conceptuel. Des concepts naissants, qui prendraient déjà dans les années 1990 pleine vie, commencent à entrer en jeu : ce sont les fruits du long périple archéologique aux Andes qui l’ont amené au Pérou, en Bolivie et en Argentine en 1958 ; ainsi qu’une « musicalité absente de tout tracé », comme l’avait écrit le critique italien Tommaso Trini, et finalement le graffiti sur la peinture à l’huile ; éternelle leçon apportée par les céramiques archéologiques, davantage présente dans le reflet de la gestualité concrète et moderne qui rend compte de cet «élan» (en reprenant les mêmes paroles de James Johnson Sweeney) exceptionnel qui caractérise son œuvre.
Lors des dernières expositions (Milan, Taipei, Caceres) on découvre en lui un artiste en pleine maturité créative suivant une ligne désormais très éloignée de ses origines néo-figuratives. L’Archivo Gastón Orellana, fondé en 2018, est l’organisation responsable pour la preservation, protection, authentification, catalogue et diffusion de l’œuvre artistique et intellectuelle de Gaston Orellana.

## Bibliographie

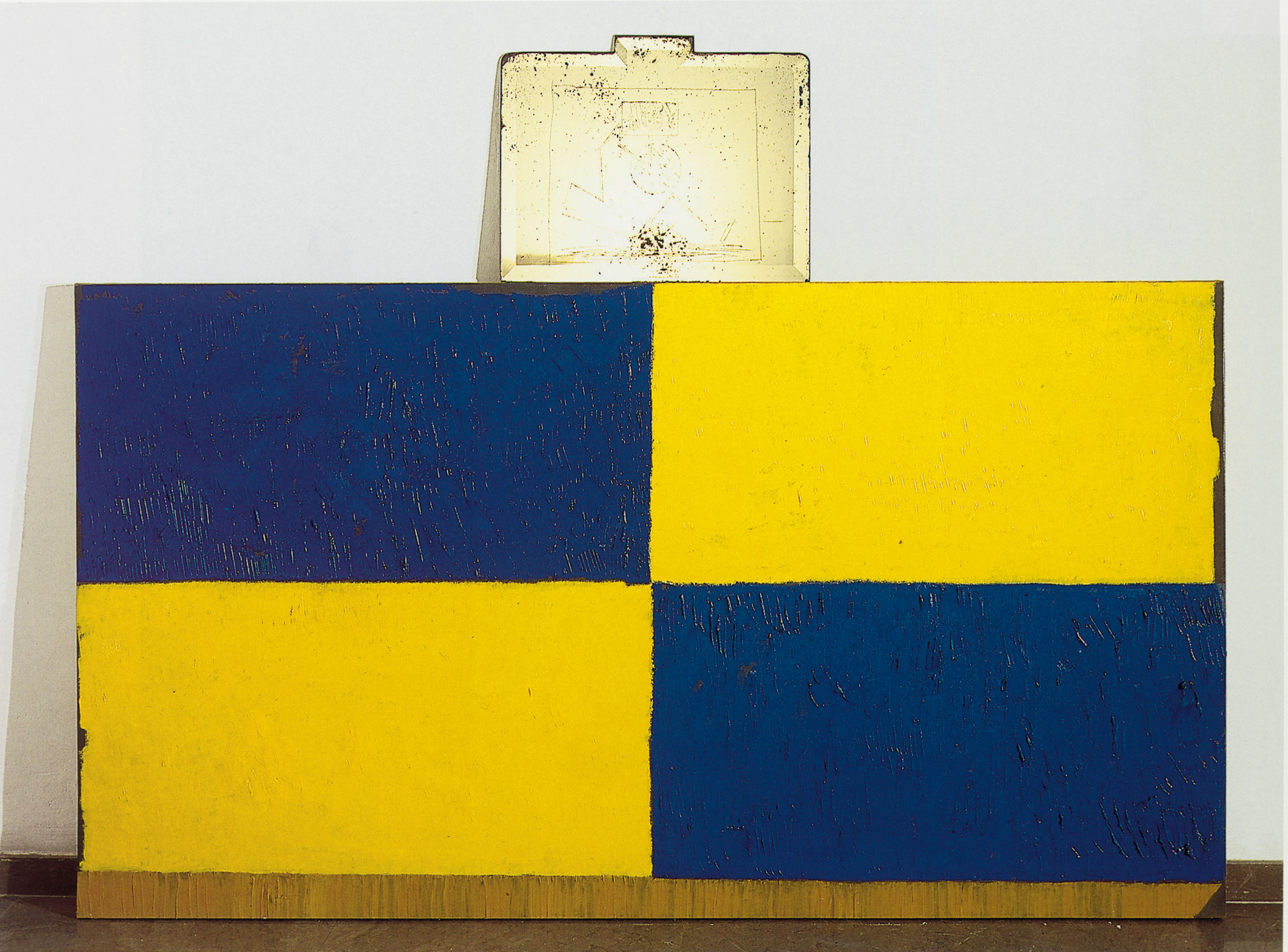
"Superpuesto n24 (basado en un tema de Paracas)", 1997, collection Galleria Christian Stein, Milano